# Paint Box
Paint Box és un tema del grup de rock progressiu britànic Pink Floyd escrita i interpretada pel teclista Rick Wright. Va aparèixer per primer cop el 1967 a la cara B del single Apples and Oranges. Les principals característiques d'aquest tema són llargs passatges a la bateria de Nick Mason i les paraules antisocials: (Last night I had too much to drink / Sitting in a club with so many fools = La nit anterior vaig beure molt/ estava assegut en un club ple d'imbècils). Paint Box es va reeditar en les compilacions Relics i The Early Singles on va aparèixer amb el nom Paintbox.

## Crèdits
- Syd Barrett - guitarra, cor
- Roger Waters - baix, cor
- Rick Wright - piano, veu
- Nick Mason - bateria, percussions

## Reinterpretacions
Una reinterpretació d'aquest tema fou feta per Jimmy Caprio en l'àlbum A Fair Forgery of Pink Floyd, disc homenatge del grup aparegut el 2003.